# La Chute de l'homme (Poulakis)
La Chute de l'homme, en grec moderne : Πτώση του Aνθρώπου/Ptósi tou Anthrópou, en italien : Caduta Dell'uomo, est une peinture  a tempera sur bois de Théodore Poulakis, un artiste baroque grec faisant partie de l'école de peinture de l'Heptanèse. Considéré comme le père de l'école de l'Heptanèse, sa carrière de peintre s'étend de 1635 à 1692. Plus de 130 de ses peintures ont survécu. Elles se trouvent désormais en Grèce et en Italie.

## Description
Les matériaux utilisés pour l’œuvre sont la peinture à la détrempe sur un panneau de bois de 62,5 × 79 cm. La gravure d'Étienne Delaune, dessinateur et graveur français de la Renaissance, y est partiellement reproduite : Adam et Ève, le serpent et l'arbre ont été importés par Théodore Poulakis à partir de la gravure imprimée sous forme d'esquisse.
L'artiste a animé de manière créative le panneau de bois avec un paysage somptueux rempli d'oiseaux et d'arbustes. À l'arrière-plan, un château couleur pêche apparaît incrusté de variations brillantes de la couleur. L'ombrage des couleurs sur les personnages humanise Adam et Ève au premier plan. L'artiste illustre clairement une image tridimensionnelle complexe. Ève regarde le serpent mi-homme mi-serpent qui lui fait signe pendant qu'Adam croque la pomme. Ève regarde le serpent avec un sentiment de désir hypnotisé. L'arbre et le serpent occupent le milieu du tableau. Adam et Ève ont tous deux une anatomie sculptée. Leurs corps sont harmonieux. L'artiste ajoute à son paysage des roses et une fontaine. Poulakis et ses contemporains considèrent l'expression picturale à partir de l'observation. La Chute de l'homme fait écho à l'idée que le monde visuel doit être observé avant d'être analysé et compris.

## Galerie

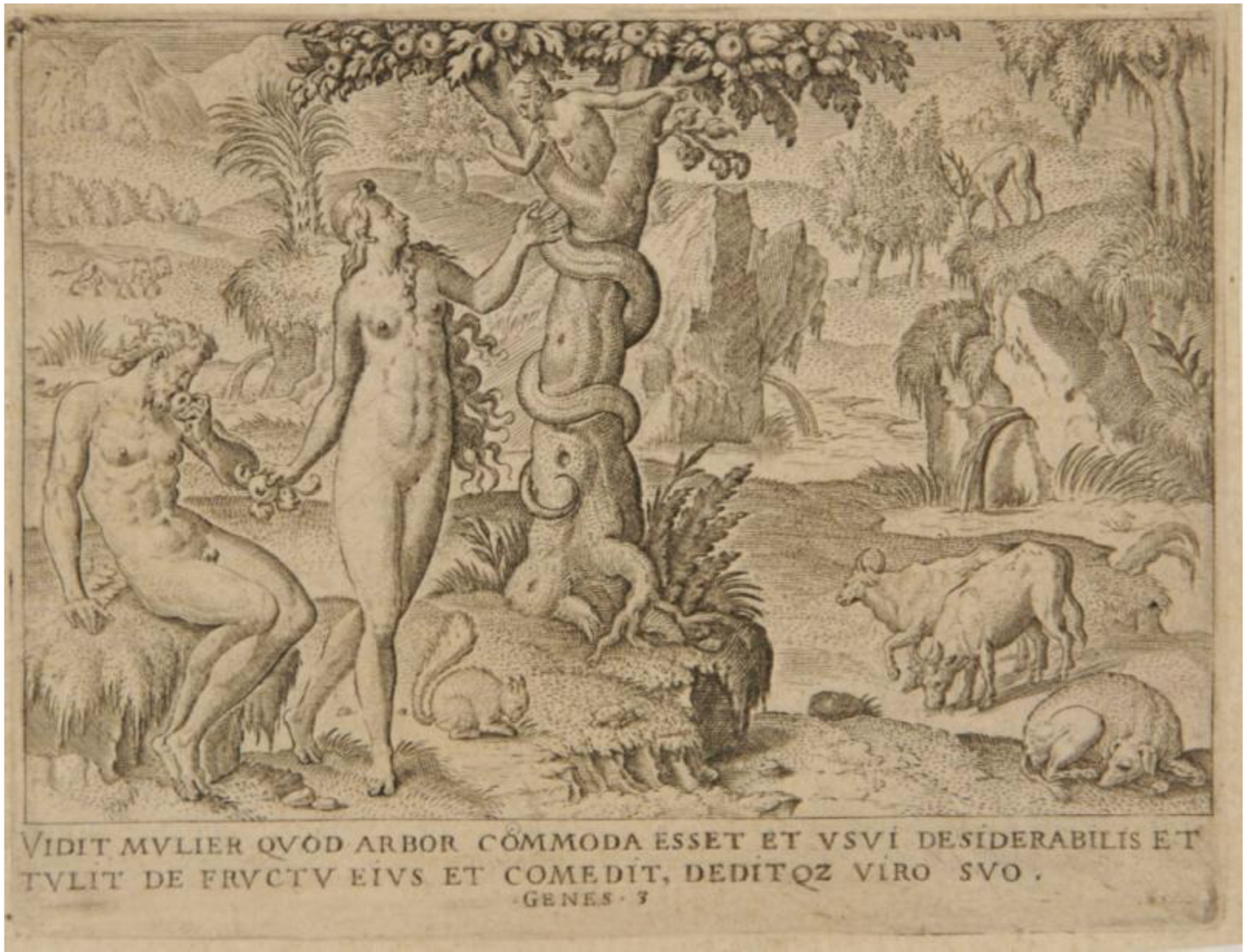
La Chute de l'homme, Étienne Delaune.
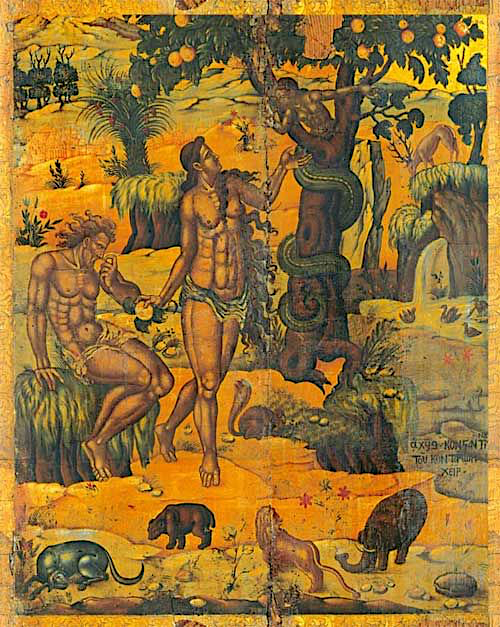
La Chute de l'homme, Konstantínos Kondarínis.
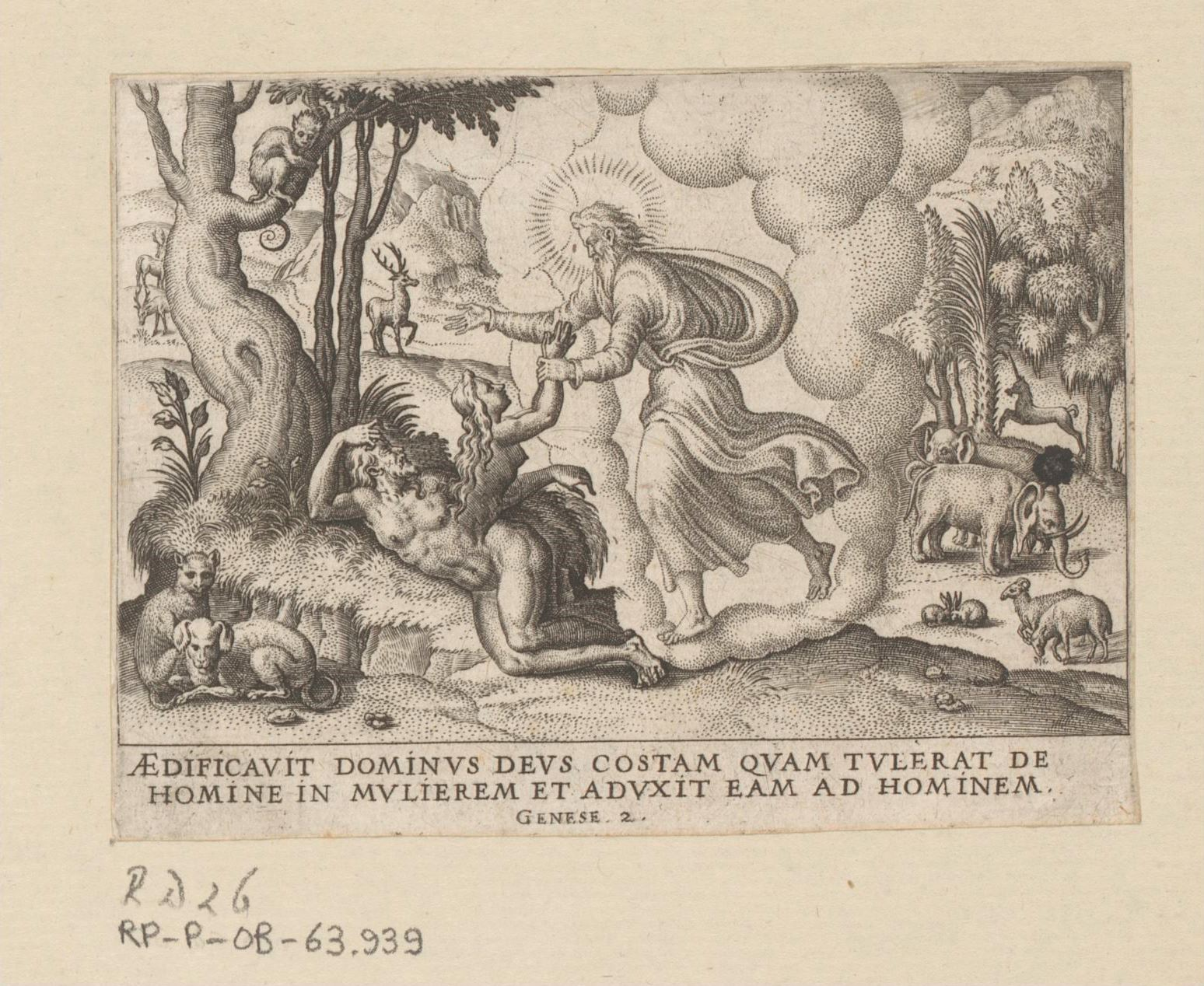
Dieu créa Ève, Étienne Delaune.
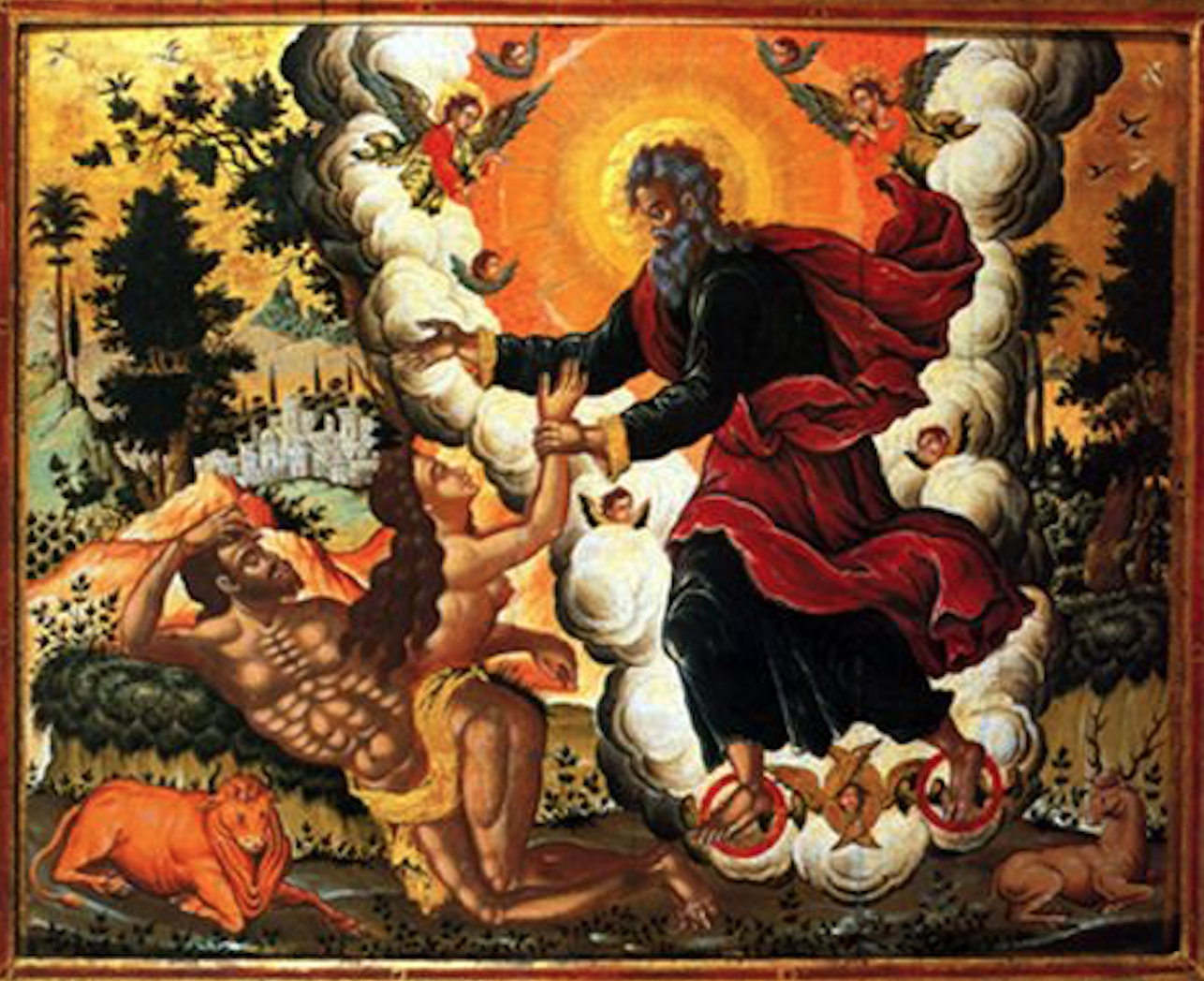
Dieu créa Ève, Théodore Poulakis.